# Kopparbrunt jordfly
Kopparbrunt jordfly (Chersotis cuprea) är en fjärilsart som beskrevs av Ignaz Schiffermüller 1775. Kopparbrunt jordfly ingår i släktet Chersotis och familjen nattflyn. Arten är reproducerande i Sverige. Inga underarter finns listade i Catalogue of Life.

## Bildgalleri

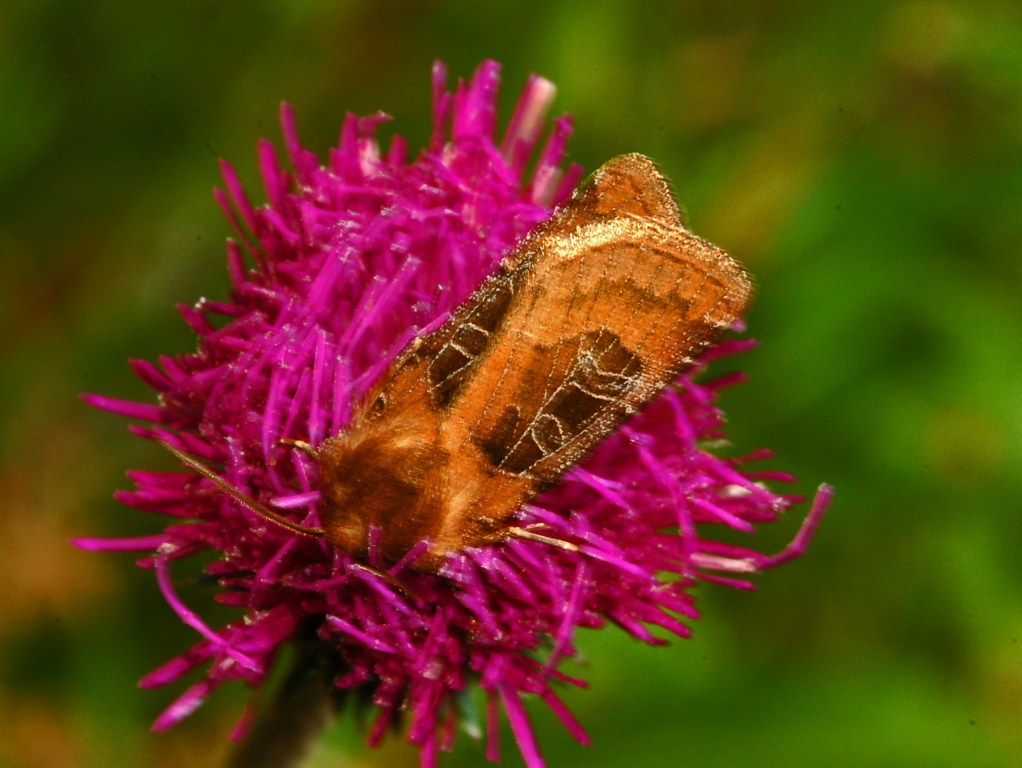